# Campeonato de Fútbol de Costa Rica 1946
El Campeonato de Fútbol de 1946 fue la edición número 26 de Liga de Fútbol de Costa Rica en disputarse, organizada por la FEDEFUTBOL.
Club Sport La Libertad ganó su sexto y último título de Primera División, donde decaería poco a poco en la década de 1950 para luego descender en los años 1960.

## Equipos participantes
| Provincia | N.º | Equipos                                                             |
| --------- | --- | ------------------------------------------------------------------- |
| San José  | 4   | La Libertad, Gimnástica Española, Orión y Universidad de Costa Rica |
| Alajuela  | 1   | Alajuelense                                                         |
| Cartago   | 1   | Cartaginés                                                          |
| Heredia   | 1   | Herediano                                                           |

## Formato del Torneo
El torneo se disputó a una única vuelta en la cual los equipos debían enfrentarse todos contra todos. No hubo descenso ni series de promoción.

## Tabla de posiciones
| Equipo | Pts | PJ | PG | PE | PP | GF | GC | DG  |
| --- | --- | -- | -- | -- | -- | -- | -- | --- |
| Club Sport La Libertad | 10  | 6  | 5  | 0  | 1  | 20 | 9  | +11 |
| Club Sport Herediano | 9   | 6  | 4  | 1  | 1  | 17 | 11 | +6  |
| Universidad de Costa Rica | 6   | 6  | 2  | 2  | 2  | 14 | 15 | -1  |
| Sociedad Gimnástica Española | 6   | 6  | 2  | 2  | 2  | 15 | 18 | -3  |
| Club Sport Cartaginés | 4   | 6  | 1  | 2  | 3  | 12 | 14 | -2  |
| Liga Deportiva Alajuelense | 4   | 6  | 1  | 2  | 3  | 7  | 11 | -4  |
| Orión F.C. | 3   | 6  | 0  | 3  | 3  | 9  | 16 | -7  |
| Pts – Puntos; PJ – Partidos Jugados; PG - Partidos Ganados; PE - Partidos Empatados; PP - Partidos Perdidos; GF – Goles a Favor; GC – Goles en Contra; DG – Diferencia de Goles |     |    |    |    |    |    |    |     |

|  |                  |
|  | Campeón Nacional |

| Campeón Club Sport La Libertad Campeonato #6 |

Planilla del Campeón: Isaac Jiménez, Hipólito Quirós, Hernán Umaña, Mario Chacón, Arnoldo Vargas, José Monge, Rafael Calvo, Mario Garita, José Quirós, Julio Alvarado, Alejandro Calvo, José Cordero, Gonzalo Muñoz, Manuel Cantillo, Elías Valenciano, Ignacio García, Rafael García, Mario Mora, Carlos Silva, Alfredo Piedra.

## Torneos
| Predecesor: Campeonato 1945 | Liga de Fútbol de Costa Rica Campeonato 1946 | Sucesor: Campeonato 1947 |